# Aromas
Aromas ist eine französische Gemeinde im Département Jura in der Region Bourgogne-Franche-Comté. Sie gehört zum Arrondissement Lons-le-Saunier und zum Gemeindeverband Terre d’Émeraude Communauté.

## Geografie
Die Gemeinde Aromas liegt am südlichen Rand des Départements an der Grenze zum Département Ain, etwa 42 Kilometer südsüdwestlich von Lons-le-Saunier und etwa 22 Kilometer nordwestlich von Bourg-en-Bresse.
Umgeben wird Aromas von den sieben Nachbargemeinden:
| Montlainsia            | Charnod                                     | Vosbles-Valfin   |
| Montfleur              | Kompassrose, die auf Nachbargemeinden zeigt |                  |
| Nivigne et Suran (Ain) | Corveissiat (Ain)                           | Thoirette-Coisia |

## Geschichte
Die Gemeinde Aromas entstand mit Wirkung vom 1. Januar 2017 als Commune nouvelle durch Zusammenlegung der bis dahin selbstständigen Gemeinden Aromas und Villeneuve-lès-Charnod, die im Zuge einer Fusionierung fortan nicht den Status von Communes déléguées besitzen. Der Verwaltungssitz befindet sich in Aromas.

## Bevölkerungsentwicklung
| Jahr                                                                  | 1962 | 1968 | 1975 | 1982 | 1990 | 1999 | 2006 | 2013 | 2021 |
| --------------------------------------------------------------------- | ---- | ---- | ---- | ---- | ---- | ---- | ---- | ---- | ---- |
| Einwohner                                                             | 490  | 446  | 439  | 408  | 407  | 560  | 609  | 634  | 609  |
| Quellen: Cassini und INSEE (bis 2013 Addition der Vorgängergemeinden) |      |      |      |      |      |      |      |      |      |

## Sehenswürdigkeiten
- Kirche Saint-André
- Burgruine Montdidier
- Steinkreuz vor dem Platz der Kirche

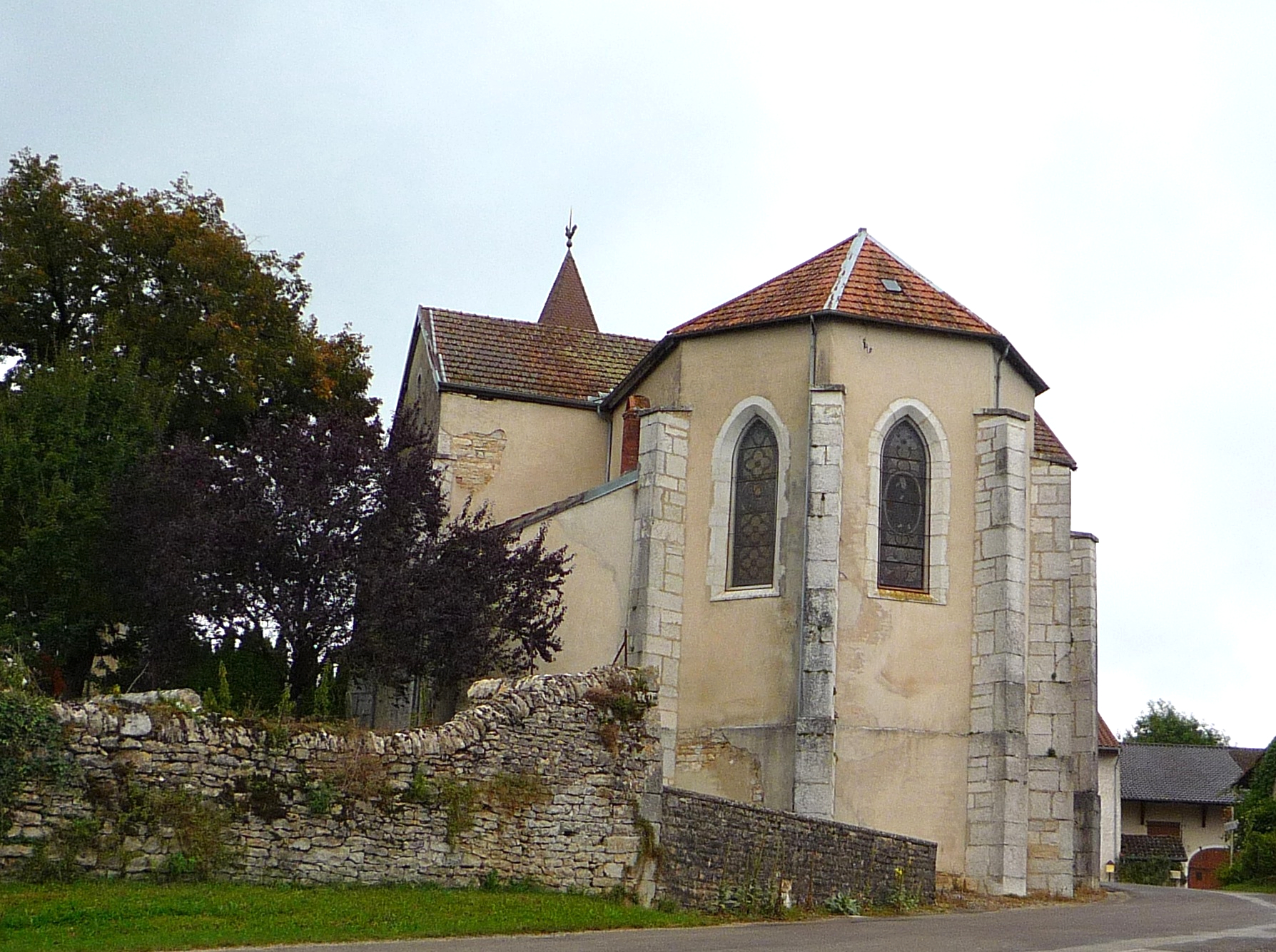
Kirche Saint-André
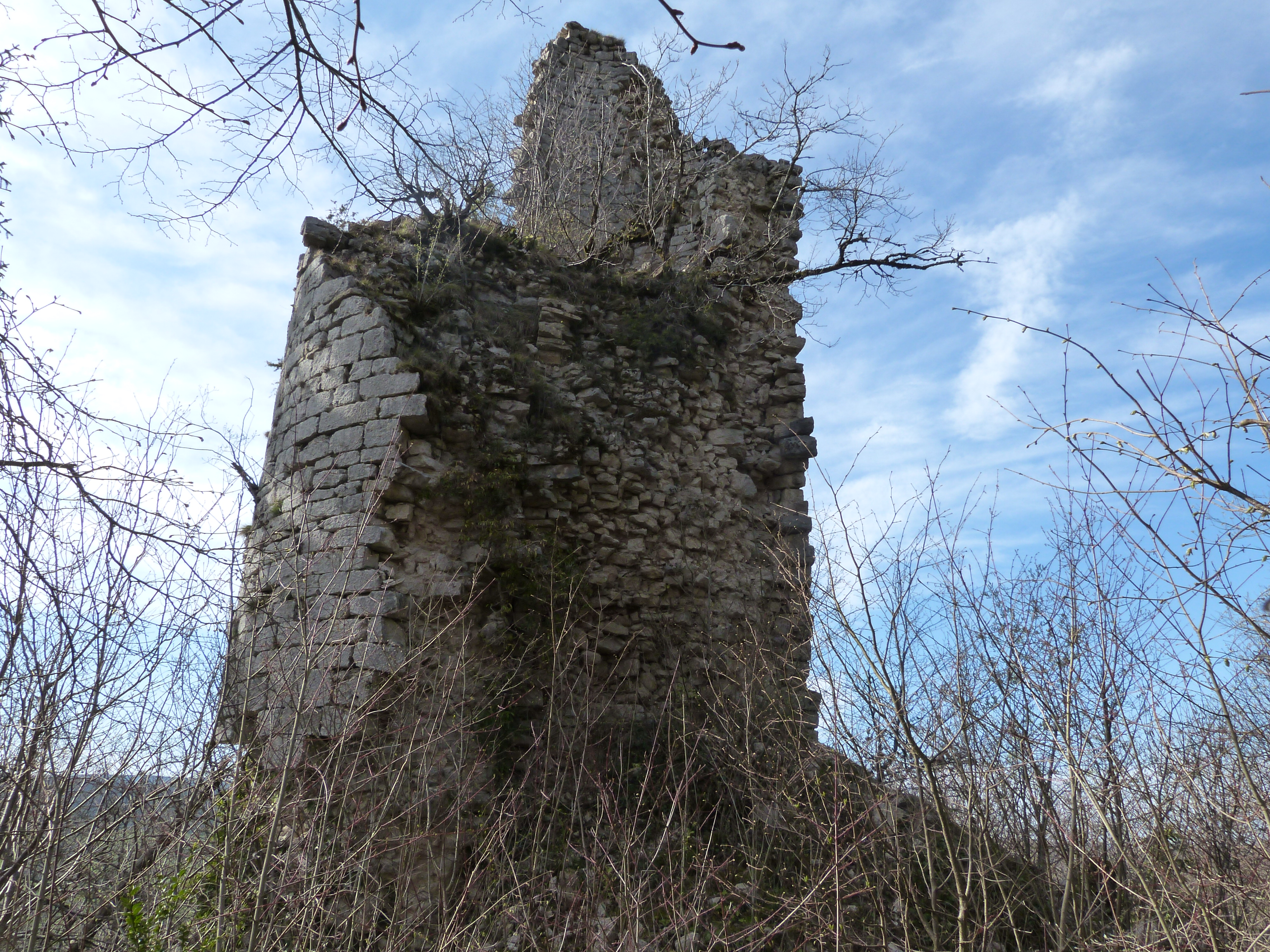
Burgruine
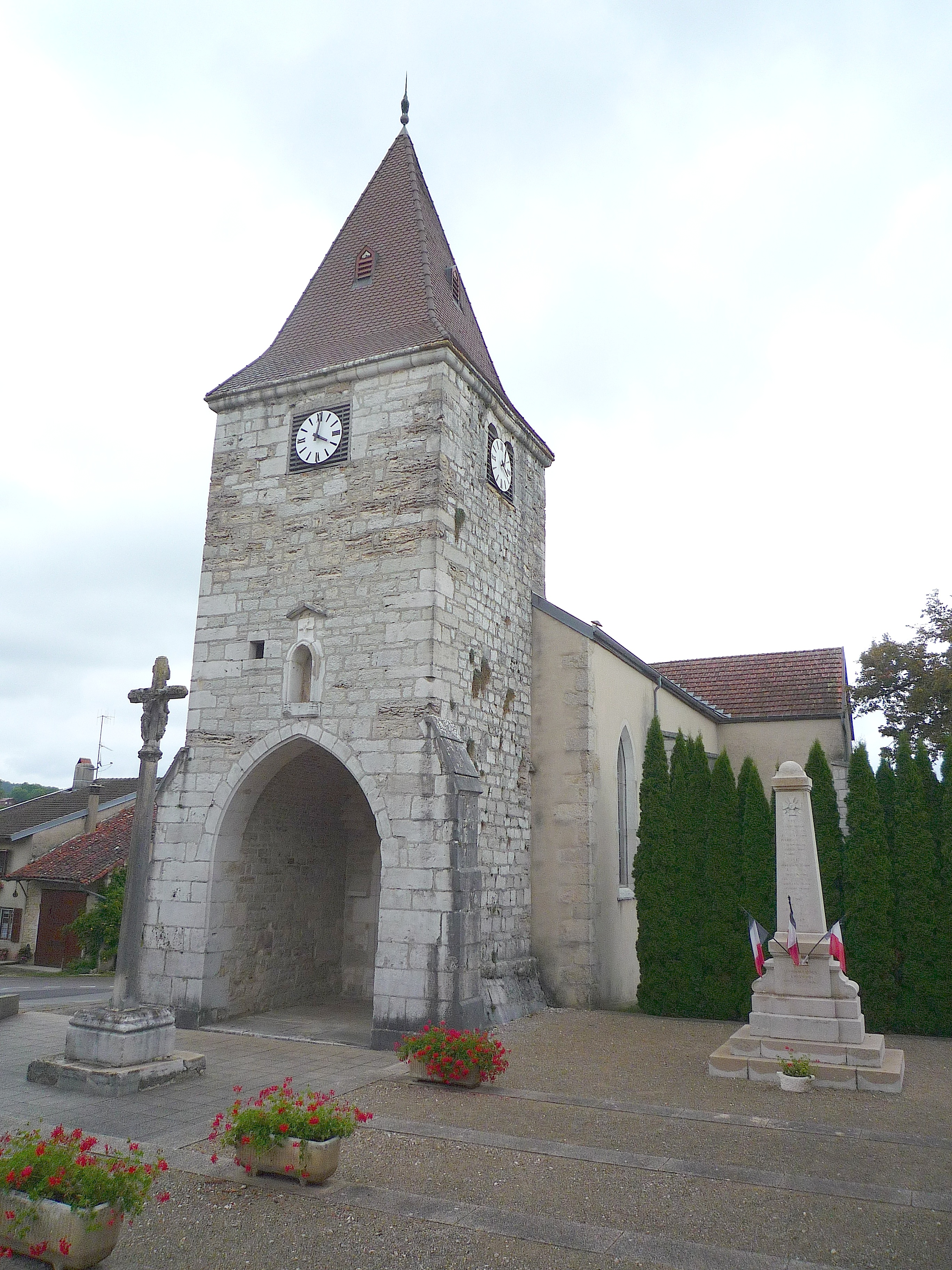
Steinkreuz
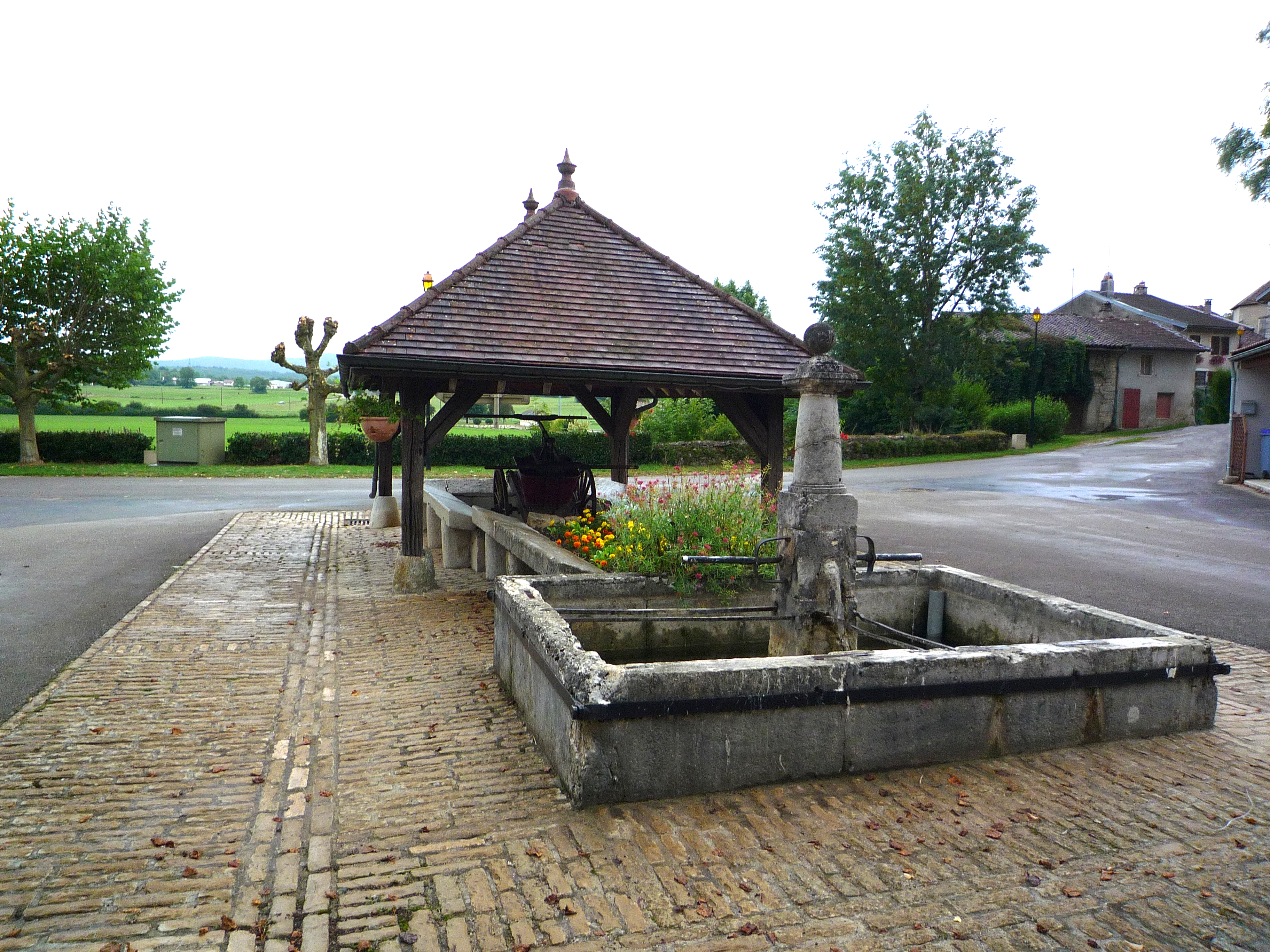
Lavoir

## Bildung
Die Gemeinde verfügt über eine öffentliche Vor- und Grundschule (École primaire).

## Wirtschaft
Aromas liegt in der Zone AOC
- des Holzes des Jura (Bois de Jura), gewonnen aus Weiß-Tannen oder Gemeinen Fichten,
- des Comté, einem Hart-Rohmilchkäse und
- des Morbier, einem halbfeste Schnittkäse aus Kuhmilch.

## Verkehr
Aromas liegt fernab von größeren Verkehrsachsen. Lediglich lokale Landstraßen verbinden die beiden Ortsteile miteinander und führen in die Nachbargemeinden.